# まつぼっくりの会
NPO法人まつぼっくりの会（まつぼっくりのかい）とは、草加市の特定非営利活動法人（NPO法人）である。2019年3月28日に埼玉県より認定された「まつぼっくりの会」という名称は、代表理事の松丸と草加市の木 マツに由来する。

## 概要
代表者氏名は松丸和弘。。会員数は10名（特定非営利活動促進法に基づく最低の人数）。目的は「障害者の生活と権利を守る。」「授業の進度についていけない児童ための学習支援。」
2020年10月29日現在、草加市には５４のNPO法人があるが、当法人は、４９番目に認可された新しいNPO法人である。

## 歴史
2018年（平成30年）4月1日に設立された「心の悩みに“SOS草加相談所”」を母体に、その総則にあるように、NPOの法人化へ向けての準備を行った。2018年9月21日、埼玉県立大学の朝日 雅也教授の講演会を親の会ひまりとの共催で行った。
2019年（平成31年）3月に埼玉県より特定非営利活動法人まつぼっくりの会として認可された。

## 組織

### 役員
1. 代表理事　松丸 和弘
2. 理事　3名
3. 監事　村田 能則

## 活動内容
- 2019年8月10日　講演会[6]
  - 講師：朝日 雅也 埼玉県立大学 副学長
  - 場所：草加市文化会館
  - 助成：ふるさとまちづくり応援基金
  - 後援：草加市 協賛：NPO草加物産企画　NPO障害者の職場参加をすすめる会
- 2019年9月29日　プロが教えるパーカッション教室[7]
  - 講師：ワッシー・ヴィンセント・ジュニア
  - 場所：草加市立谷塚文化センター
- 2019年10月19日　セッションを楽しもう[8]
  - 講師：ワッシー・ヴィンセント
  - 場所：獨協大学前　東口 喫茶JUNE
- 2019年10月27日　パーカッション教室
  - 講師：ワッシー・ヴィンセント
  - 場所：谷塚文化センター

### 助成金
草加市ふるさとまちづくり応援基金助成金（約10万円）令和元年度。
助成金を受ける為に草加市に提出した申請書類の活動テーマと事業概要
- 活動テーマ：社会のあらゆる差別と偏見をなくす活動
- 事業概要：毎週2回の補習授業。毎月１回の音楽授業実施。

## 財産
資産：270,142円－負債：184,160円＝正味財産：85,978円。